# Avatr 07
Avatr 07 — середньорозмірний електромобіль або гібрид, що випускається з 2024 року китайською компанією Changan під брендом AVATR Technology.

## Історія

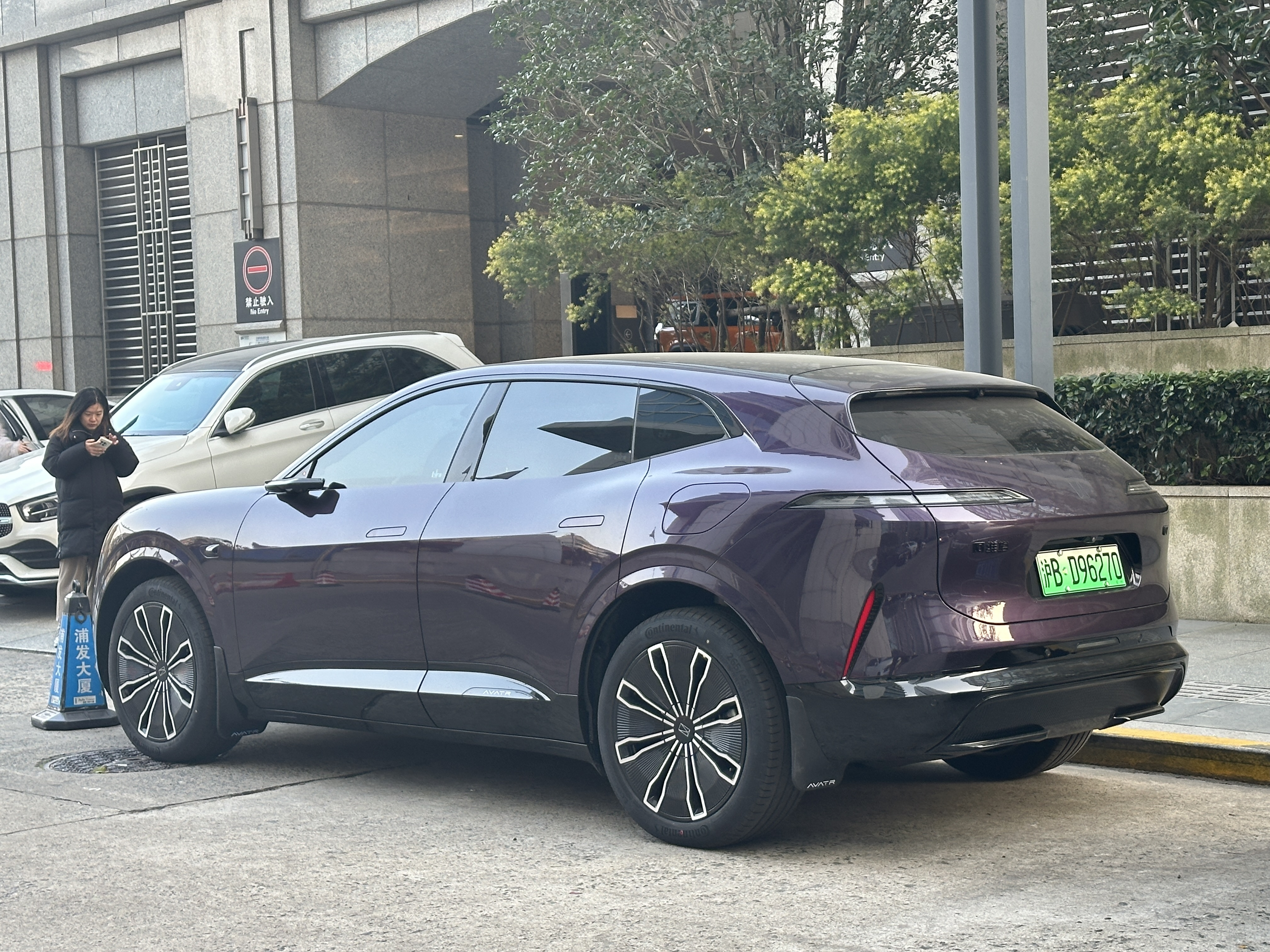

Вперше Avatr 07 було представлено наприкінці травня 2024 року. Після Avatr 11 та 12, це третя модель під брендом Avatr.

## Силовий агрегат
Модель 07 доступна лише з електричними силовими агрегатами, доступні як повністю електричні моделі, так і моделі з подовженим запасом ходу. Обидва варіанти доступні з одномоторним заднім приводом або двомоторним повним приводом.

### Розширювач діапазону
Початковим варіантом акумулятора є гібридно-хімічний блок  CATL Freevoy ємністю 39,05 кВт·год, спільно розроблений CATL та Avatr, і модель 07 є першим автомобілем, у якому реалізована нова лінійка акумуляторів Freevoy. Вона складається з LFP та натрій-іонних акумуляторних елементів, розташованих послідовно, що дозволяє натрій-іонним елементам компенсувати слабкі сторони LFP-елементів у роботі в холодну погоду та точності заряджання. В результаті, CATL стверджує, що акумулятор може розряджатися за температури до −40 °C (−40 °F), заряджатися за −30 °C (−22 °F) та працювати як зазвичай за −20 °C (−4 °F), маючи при цьому на 40% вищу точність стану заряджання акумулятора.
Двигун — це бензиновий 1,5-літровий чотирициліндровий агрегат JL469ZQ1 з турбонаддувом, що постачається компанією Changan Auto, який має пікову потужність 154 к.с. (115 кВт) і не механічно з'єднаний з колесами, а натомість живить електричний генератор для заряджання акумулятора. Він має алюмінієвий блок і головку, оснащений безпосереднім уприскуванням палива та DOHC . Він має ступінь стиснення 15:1, що дозволяє досягати пікової теплової ефективності 44,4% або 3,63  кВт⋅год/л бензину. Він може працювати за температури повітря від -35 до 65 °C (від -31 до 149 °F). Avatr стверджує, що під час роботи він виробляє менше 75 дБ шуму завдяки роботі NVH, що виконується двигуном. Щоб зменшити вібрацію та шум на 90% під час запуску, двигун встановлюється в оптимальне положення колінчастого вала під час зупинки, щоб зменшити тиск у циліндрах на 62,5%.
Задні колеса приводяться в рух синхронним двигуном з постійними магнітами потужністю 310 к.с. (231 кВт) виробництва Huawei. Він має понад 30 форсунок для розпилення охолоджувальної рідини в обмотках двигуна та масив із 50 датчиків температури, що дозволяє двигуну безпечно працювати без теплового дроселювання ближче до температурної межі постійного магніту 140 °C (284 °F), працюючи при 132 °C (270 °F), а не 110 °C (230 °F), як у звичайних двигунів. Одношвидкісний редуктор має 12 форсунок для розпилення охолоджувальної рідини.  Версії з повним приводом мають додатковий асинхронний двигун змінного струму потужністю 176 к.с. (131 кВт), який живить передні колеса, також виробництва Huawei.

### Електричний акумулятор
Повністю електрична версія 07 оснащена акумуляторною батареєю  CATL Shenxing LFP ємністю 82,16 кВт⋅год. Вона має пікову швидкість зарядки 4C та працює від 800  В, що забезпечує час зарядки від 0 до 80% за 20 хвилин.
Задні колеса приводяться в рух синхронним двигуном з постійними магнітами виробництва Deepal, який видає 338 к.с. (252 кВт) та крутний момент 365 Н⋅м. Повнопривідні версії мають додатковий асинхронний двигун змінного струму виробництва Chongqing Tsingshan Industrial, який приводить у рух передні колеса, видаючи 252 к.с. (188 кВт) та крутний момент 280 Н⋅м. 
Одномоторні варіанти мають запас ходу за шкалою CLTC 650 кілометрів, тоді як двомоторні варіанти мають 610 кілометрів. 

### Продажі
Продаж Avatr 07 почався в третьому кварталі 2024 року для внутрішнього китайського ринку.